# Economische relatie tussen nazi-Duitsland en de Sovjet-Unie

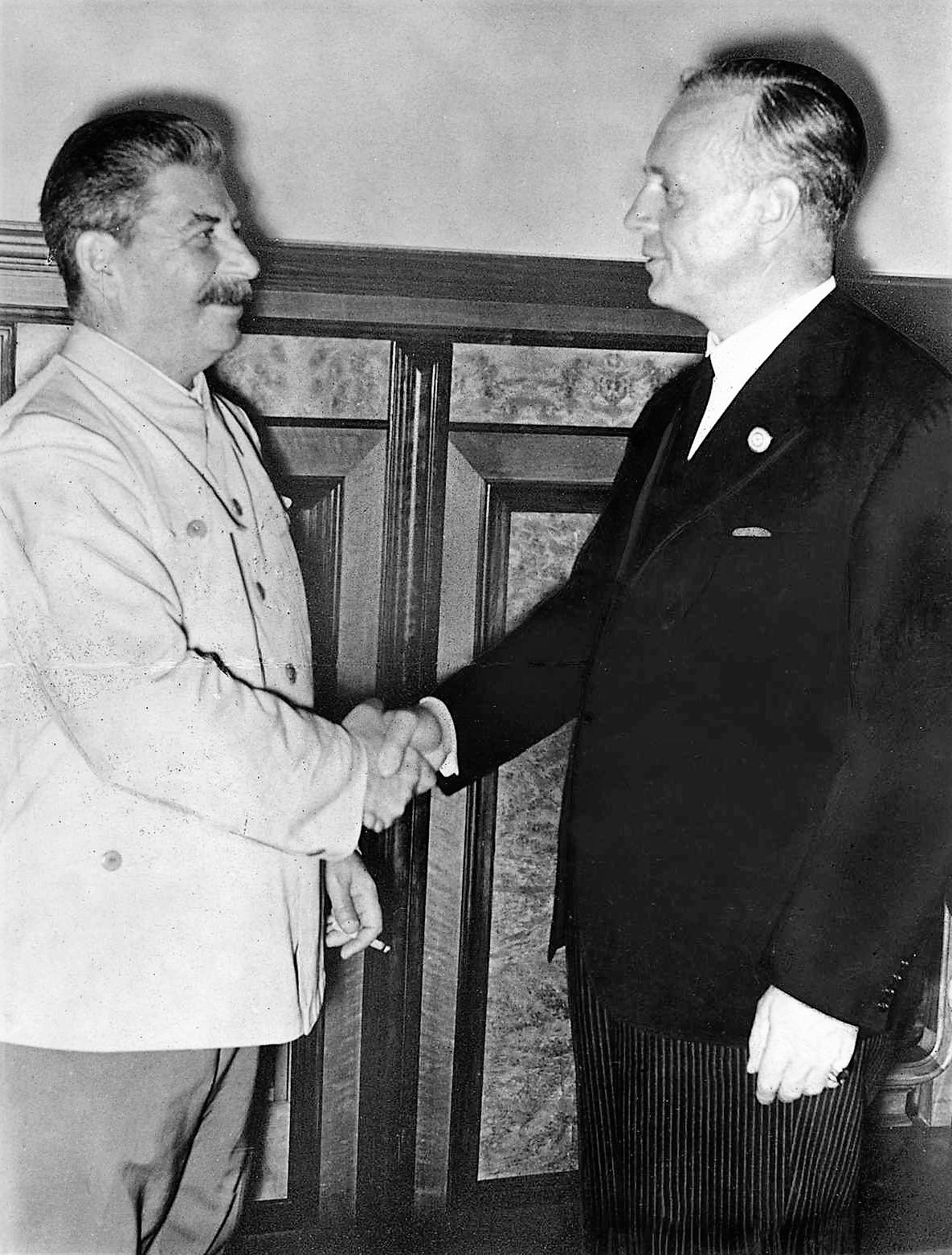
Ribbentrop en Stalin bij de ondertekening van het Duits-Sovjet non-agressiepact.

De economische relatie tussen Duitsland en de Sovjet-Unie verslechterde nadat Adolf Hitler aan de macht kwam in 1933. In 1939 verbeterde de relatie en werd de Duits-Sovjet Kredietovereenkomst ondertekend. Daarna ontving nazi-Duitsland grote hoeveelheden grondstoffen benodigd voor hun oorlogsinspanning, zoals aardolie, graan, rubber, ijzererts en mangaan uit de Sovjet-Unie. De Sovjet-Unie ontving wapens, technologie en machines uit Duitsland. Na het economische verdrag werd het Molotov-Ribbentroppact ondertekend. In het pact stonden afspraken over wederzijdse non-agressie en geheime protocollen waarin Oost-Europese landen verdeeld zouden worden onder Duitsland en de Sovjet-Unie. De economische relatie werd versterkt door de Duits-Sovjet Economische Overeenkomst van 1940. Een jaar later werd het Duits-Sovjet Grens- en Handelsverdrag van 1941 ondertekend. De economische handelsrelatie werd beëindigd bij de Duitse invasie van de Sovjet-Unie in juni 1941. Zonder de importen uit de Sovjet-Unie zou Duitsland niet voldoende middelen hebben gehad om de Sovjet-Unie effectief aan te vallen.

## Periode voor 1933
In het midden van 1920 werden verschillende handelsverdragen ondertekend tussen de Sovjet-Unie en Duitsland. De jaarlijkse exporten vanuit Sovjet-Unie richting Duitsland groeiden tot het toenmalige hoogtepunt in 1927. Tot 1933 bleef wederzijdse handel goed. In onderstaande tabel staat de Sovjet-export richting Duitsland weergegeven.
| 1912                  | 1.528 |
| 1913                  | 1.425 |
| 1923                  | 147   |
| 1924                  | 141   |
| 1925                  | 230   |
| 1926                  | 323   |
| 1927                  | 433   |
| 1928                  | 379   |
| 1929                  | 426   |
| 1930                  | 436   |
| 1931                  | 304   |
| 1932                  | 271   |
| *miljoenen Reichsmark |       |

## Relatieverslechtering door de machtsovername van Hitler

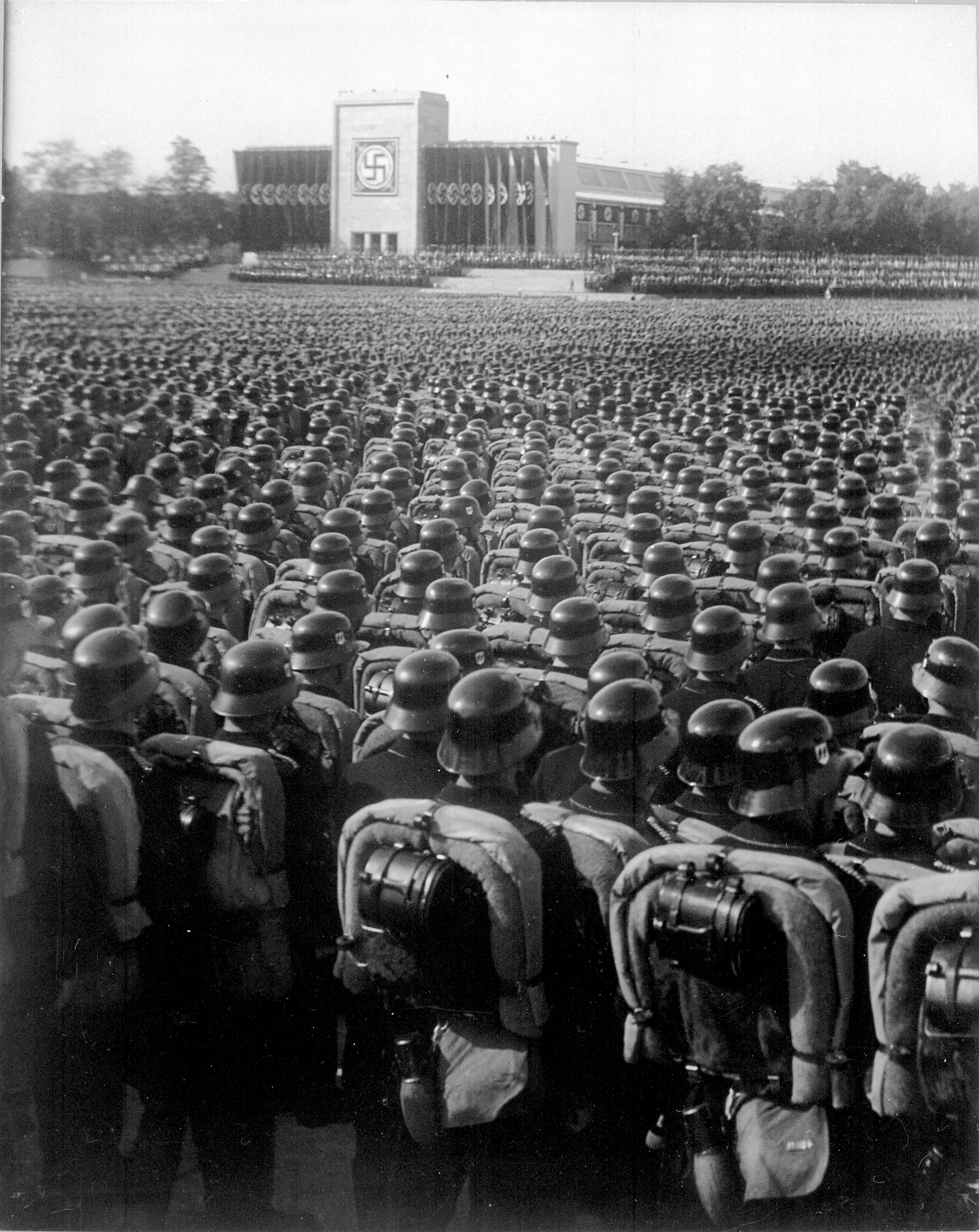
Nazimars tijdens de Reichsparteitag 1935.

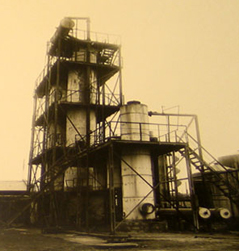
Olieraffinaderij in de Sovjet-Unie (1934)

De politieke en economische relatie tussen de Sovjet-Unie en Duitsland verslechterde door de machtsovername van de NSDAP onder leiding van Adolf Hitler in 1933. Vanuit de nationaalsocialisten werden de communistische beweging en de Sovjet-Unie beschouwd als onderdeel van een wereldwijd Joods complot. Daarnaast beschouwden de nazi’s de Slavische volkeren als minderwaardig. In Mein Kampf uitte Hitler al zijn wens om Lebensraum te veroveren ten koste van de bewoners van Slavische afkomst.
De marxistische ideologie van de Sovjet-Unie beschouwde op haar beurt de naziheerschappij als een voorbeeld van een ideologie verbonden met het kapitalisme. De Sovjet-Unie en Duitsland voerden wel economische handel met elkaar. Er werd een overeenkomst over schulden ondertekend in 1935 zodat Sovjet-Unie eerdere schulden kon terugbetalen met grondstoffen. De Sovjet-Unie verzocht verdere economische samenwerking, maar dat werd door Adolf Hitler tegengehouden.
De relatie tussen beide landen verslechterde nog verder door politieke omstandigheden. Duitsland en haar bondgenoot Italië steunden vanaf 1936 de nationalistische factie in de Spaanse Burgeroorlog, terwijl de Sovjet-Unie steun leverde aan de republikeinen. In datzelfde jaar werd het Anti-Kominternpact opgericht dat gericht was tegen de communistische beweging en de Sovjet-Unie. Ook de Anschluss (vereniging van Oostenrijk met Duitsland) in 1938 was tegen de verlangens van de Sovjet-Unie. De Sovjet-export richting Duitsland daalde tot 47,4 miljoen Reichsmark in 1938, dat was ongeveer een vijfde van 1934. In onderstaande tabel staat de export van de Sovjet-Unie richting Duitsland weergegeven.
| 1933                                   | 194 |
| 1934                                   | 210 |
| 1935                                   | 215 |
| 1936                                   | 93  |
| 1937                                   | 65  |
| 1938                                   | 47  |
| 1939                                   | 30  |
| *Duitse importen in miljoen Reichsmark |     |
Zelfs onder deze omstandigheden zat Duitsland nog in de top drie van importeurs richting de Sovjet-Unie.

## Bewapeningsplannen van Duitsland en de Sovjet-Unie

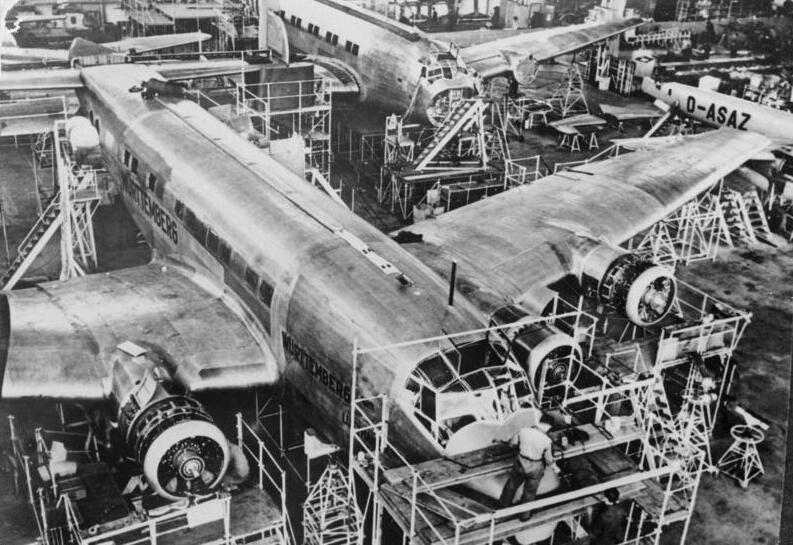
Productie van de Duitse Ju- 90 (1938)

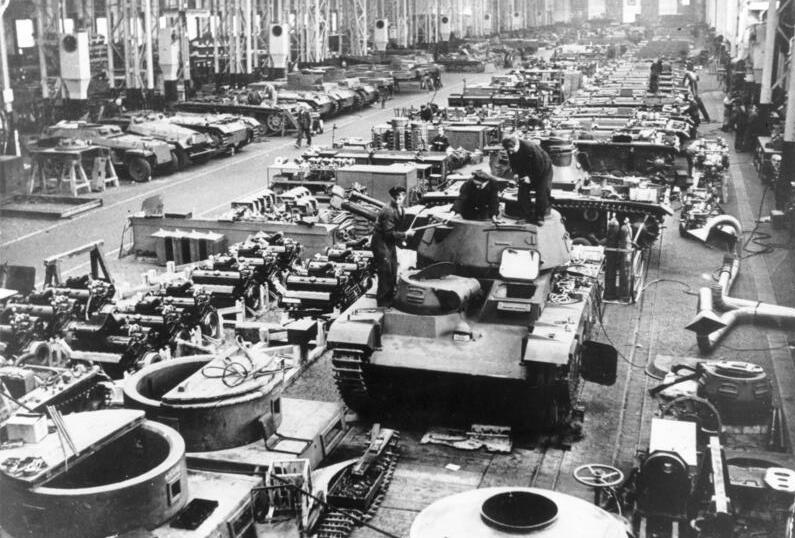
Duitse Neubaufahrzeug productie (1940)

Hitler gaf opdracht om de omvang van de krijgsmacht te vergroten. Dit betekende een stijging van de behoefte aan grondstoffen. Duitsland had veel grondstoffen in eigen land, maar was voor veel grondstoffen ook afhankelijk van import uit andere landen. Duitsland kon in slechts 25% van haar eigen behoefte aan aardolie voorzien. Bij een oorlog zouden vele handelspartners wegvallen, zodat Duitsland voor aardolie afhankelijk zou worden van Roemenië of de Sovjet-Unie. Soortgelijke problemen waren er bij chroom, wolfraam, nikkel, molybdeen en mangaan. Dit zijn materialen die noodzakelijk zijn voor de productie van staal geschikt voor tanks, schepen en andere oorlogstuig. Duitsland was voor ongeveer 35% zelfvoorzienend voor ijzererts. Duitsland haalde veel wolfraam en molybdeen uit China, maar dat zou bij een Britse zeeblokkade alleen Duitsland kunnen bereiken met de trein via spoorwegen op het grondgebied (en veroverd gebied) van de Sovjet-Unie.
Rubber was ook van belang voor onder andere de productie van banden voor voertuigen, rubberboten, gasmaskers en laarzen, terwijl Duitsland voor rubber voor 80% afhankelijk was van import. Veel rubberproductie was er in Maleisië en Oost-Indië, die behoorden tot de koloniën van de Britten en de Nederlanders. Wel kon naar verwachting in ongeveer 50% van de behoefte worden voorzien door synthetische rubberproductie vanaf 1942, terwijl Duitsland voor de andere 50% behoefte had aan natuurrubber. Daarnaast moest de synthetische rubber nog vermengd worden met 10% tot 15% aan natuurlrubber voor een geschikt eindproduct.
Tijdens de voorbereidingen door Duitsland van hun invasie van Polen gaven Duitse militaire planners in augustus aan dat er aanzienlijke olie-, voedsel- en rubbertekorten zouden zijn ten gevolge van de verwachte Britse zeeblokkade. Bij een dergelijke blokkade zou de Sovjet-Unie de enige leverancier van belangrijke grondstoffen zijn. Het Duitse Rijk kon 25 procent van de eigen oliebehoefte leveren, terwijl men daardoor 2 miljoen ton onder normale omstandigheden nodig had uit het buitenland en zelfs 10 miljoen metrieke ton bij een totale mobilisatie. Duitse militaire planners gaven in april en mei 1939 aan dat ze bij het uitbreken van de oorlog grootschalige tekorten aan aardolie, voedsel, rubber en metaal-ertsen verwachtten indien er geen grotere Sovjet-export zou komen.
De Sovjet-Unie wilde machines en andere industriële producten importeren voor de verdere industrialisatie van het land en de versterking van het Rode Leger. Jozef Stalin werkte niet alleen samen met de Duitsers wegens versterking van de eigen economie of de krijgsmacht. Jozef Stalin zei tijdens een gesprek in juli 1940 met Stafford Cripps, de nieuwe Britse ambassadeur in de Sovjet-Unie, dat een ander doel was om de machtsverhoudingen in Europa te veranderen door de vechtende partijen elkaar te laten verzwakken. Stalin was niet bang dat er een Duitse hegemonie zou ontstaan, onder andere omdat Duitsland geen sterke marine had.

## Samenwerking in 1939

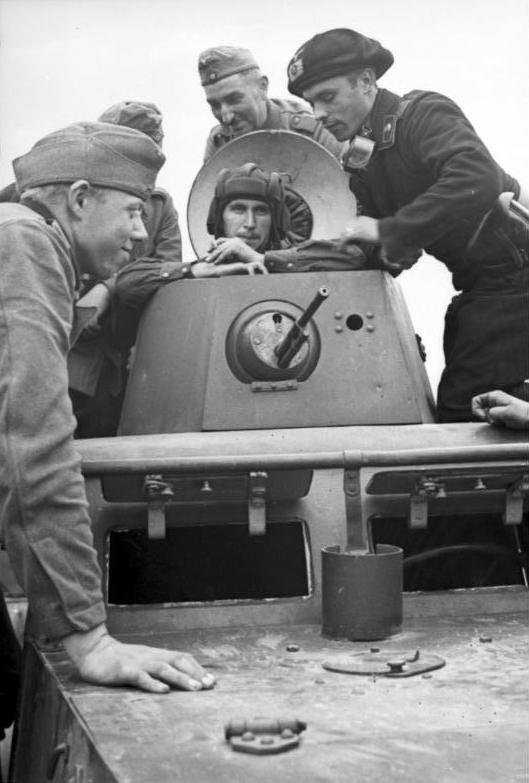
Duitse en Sovjetsoldaten praten in Lublin (20 september 1939).

De gesprekken tussen de regeringen van Duitsland en de Sovjet-Unie gingen via economische contacten. Niet alleen wegens de grote economische behoeften van beide landen, maar ook omdat diplomatieke contacten verbroken waren na de oprichting van het Anti-Kominternpact door Duitsland en Japan. In juli en augustus waren de economische gesprekken ver gevorderd. Hierna werden mogelijkheden besproken voor een politiek verdrag. Vanuit de Sovjet-kant werd aangegeven dat dit pas kon gebeuren nadat een economische overeenkomst was gesloten.
Duitsland en de Sovjet-Unie ondertekenden de economische overeenkomst op 19 augustus 1939. De Duitsers zouden in de eerste twee jaren na ondertekening voor 200 miljoen Reichsmark aan nieuwe opdrachten vanuit de Sovjet-Unie aanvaarden voor de levering van goederen, waarbij de Sovjet-Unie dat bedrag zou lenen bij de Duitse overheid. Binnen twee jaar na ondertekening zouden Duitse industriële goederen ter waarde van 60 miljoen Reichsmark die pasten in de ongebruikte ruimte uit eerdere afgesproken economische verdragen geëxporteerd worden naar Sovjet-Unie. In dezelfde twee jaar zou er ook export van Duitse goederen ter waarde van 180 miljoen Reichsmark bovenop de oude overeenkomsten komen. De Sovjet-Unie zou in deze twee jaren op hun beurt grondstoffen ter waarde van 60 miljoen Reichsmark onder oude afspraken opsturen en 120 miljoen Reichsmark onder de nieuwe overeenkomst. Plus het leveren van grondstoffen ter waarde van 200 tot 300 miljoen Reichsmark voor het afbetalen van oude leningen en het nieuwe krediet. De bovengenoemde lening tussen 200 miljoen Reichsmark werd gebruikt om goederen te kopen in Duitsland. De betreffende goederen waren machines, oorlogsmaterialen en harde valuta. De lening zou 100% gegarandeerd worden door de Duitse overheid met 5% rente. Een vertrouwelijk protocol gaf de Duitse regering aan om 0,5% van de rente terug te betalen, zodat de effectieve rente 4,5% was. De afbetaling zou na zeven jaar beginnen.

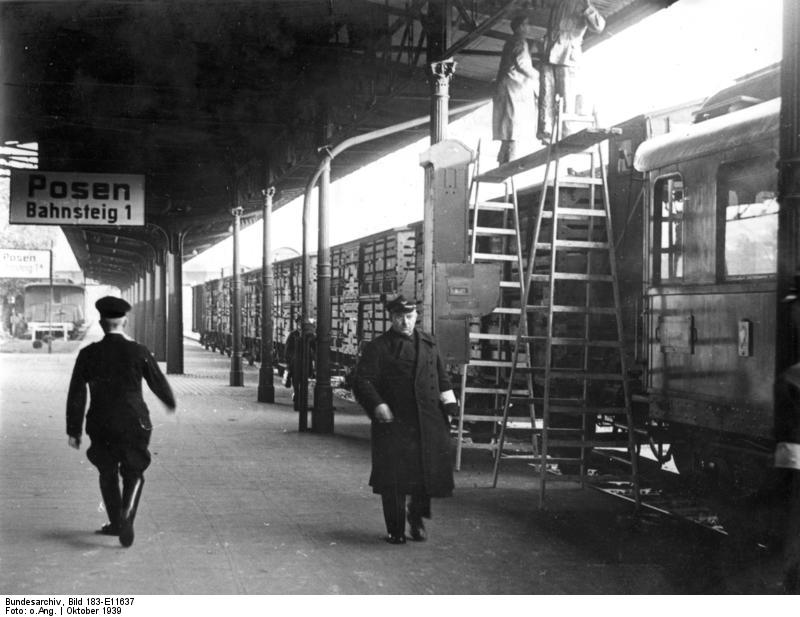
Vrachttrein in het door Duitsland veroverde deel van Polen (oktober 1939)

Op 24 augustus werd de politieke en militaire overeenkomst gesloten die bekend staat als het Molotov-Ribbentroppact. In geheime protocollen werden de verschillende landen in Europa verdeeld in twee invloedssferen van Duitsland en de Sovjet-Unie. Polen werd tussen Duitsland en de Sovjet-Unie verdeeld. Finland, Estland, Litouwen en Letland werden toebedeeld aan de Sovjet-invloedssfeer, plus delen van Roemenië (Bessarabië en het noorden van Boekovina). Dit kwam later neer op annexatie van de betreffende gebieden door de twee landen. Een week na ondertekening van het Molotov-Ribbentroppact begon de inval van Polen door Duitsland. De Britten voerden gelijk een economische blokkade en boycot tegen Duitsland in. Op 17 september viel het Sovjetleger het oosten van Polen binnen in samenspraak met de Duitse legerleiding, zoals afgesproken in het Molotov-Ribbentroppact. De Sovjet-Unie was niet succesvol om Finland te veroveren tijdens de Winteroorlog.
De Duitse oorlog in Polen zorgde voor problemen bij de Duitse voorraden van militaire middelen, bijvoorbeeld ze hadden naar eigen verwachting slechts munitievoorraden voor 6 weken. Duitsland had meer behoefte aan economische samenwerking met de Sovjet-Unie voor grondstoffen dan werd geregeld in de economische overeenkomst van 1939. Door de Duitse militaire planners werd aangegeven dat zij niet voldoende aardolie en rubber hadden voor een westelijk offensief.
De Sovjet-Unie wilde ook meer economische samenwerking, onder andere omdat bepaalde importen wegvielen doordat bepaalde landen geheel of deels stopten met de handel na de ondertekening van het Molotov-Ribbentroppact. Bijvoorbeeld de Verenigde Staten van Amerika voerden een wapenembargo in na ondertekening van het politieke pact. Een totaal Amerikaans embargo werd ingevoerd na het begin van de invasie van Finland in 1939 door Sovjettroepen. Frankrijk en het Verenigd Koninkrijk stopten ook grotendeels met handel met de Sovjet-Unie, zodat de Sovjeteconomie afhankelijk werd van Duitsland voor vele goederen.
Na de verdeling van Polen werd door beide landen op 28 september 1939 het Duits-Sovjet Grens- en Vriendschapsverdrag ondertekend. Naast vastlegging van de grenzen werd daar ook afgesproken dat onder andere olie, voedsel en vee geproduceerd in het door Sovjet-veroverde deel van Polen in grote hoeveelheden naar Duitsland werd verzonden.

## Uitbreiding van de economische handel in 1940

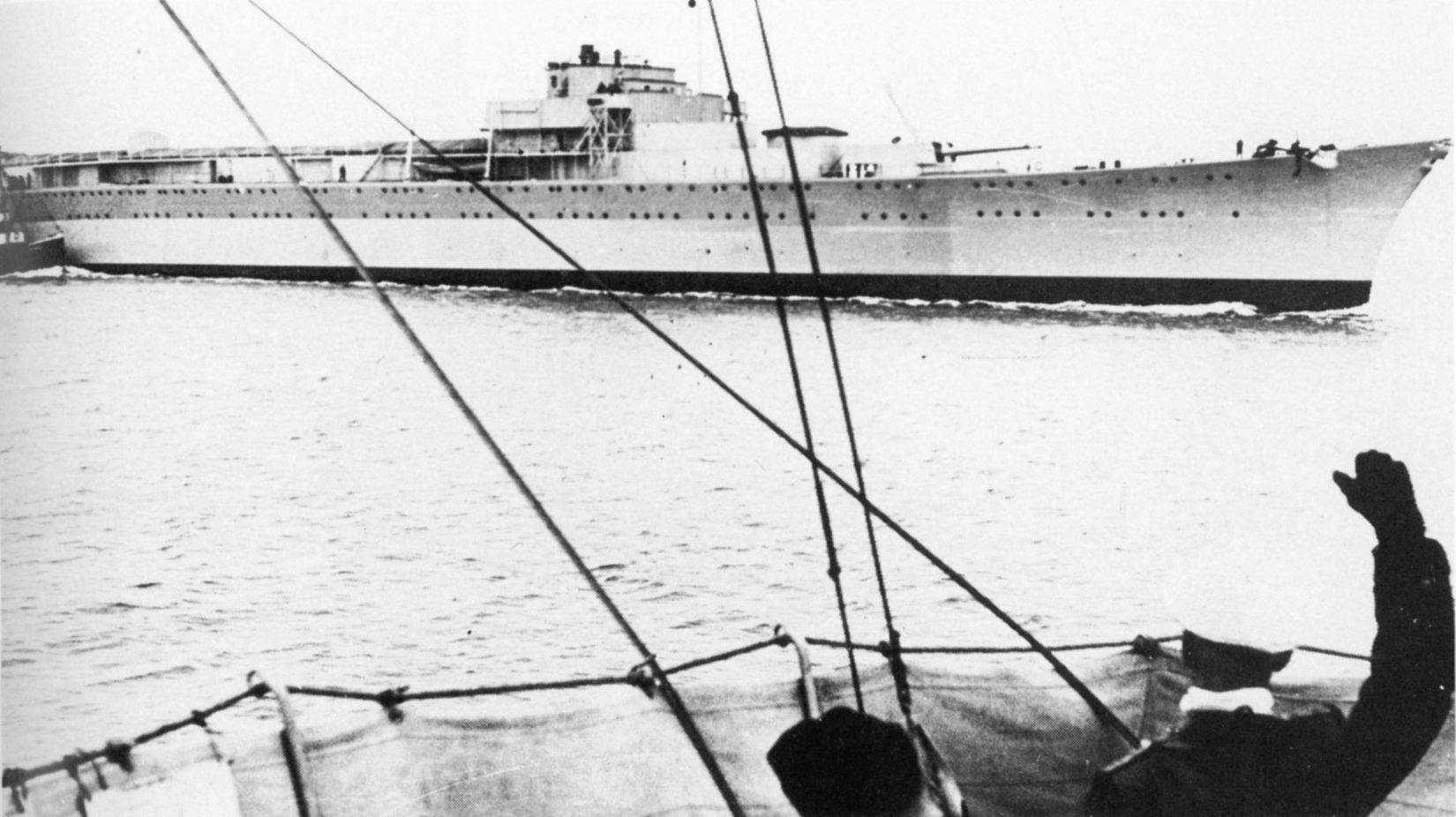
Kruiser Lützow (1940)

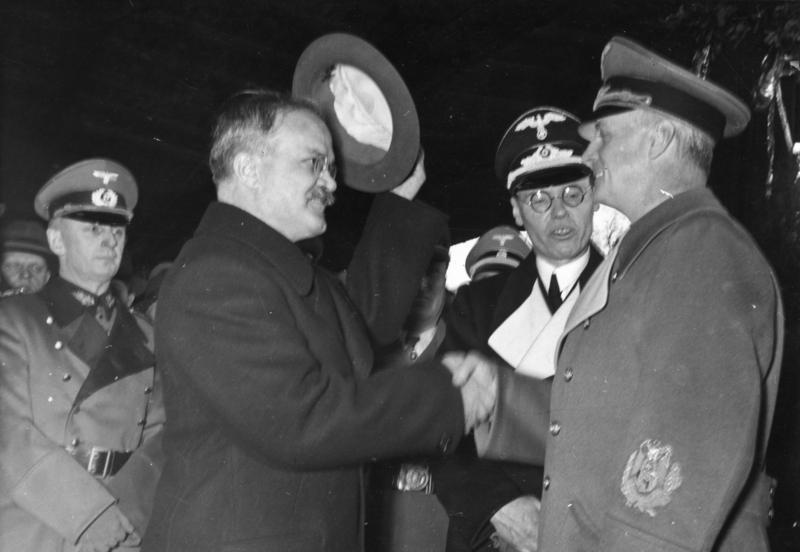
De Duitse minister Joachim von Ribbentrop verwelkomt Sovjet-minister Vjatsjeslav Molotov in Berlijn (november 1940)

Duitsland en de Sovjet-Unie begonnen onderhandelingen voor verdere economische samenwerking. De Duits-Sovjet Economische Overeenkomst van 1940 werd op 11 februari 1940 ondertekend. De Sovjet-Unie zou grondstoffen en voedsel exporteren ter waarde van 650 miljoen Reichsmark naar Duitsland. Duitsland zou machines, steenkool, producten en technologie leveren voor datzelfde bedrag aan de Sovjet-Unie. De belangrijkste grondstoffen uit de Sovjet-Unie die specifiek in de overeenkomst werden genoemd waren 0,91 miljoen metrische ton aan graan, 820.000 metrische ton aan aardolie en meer dan 450.000 metrische ton aan ertsen (zoals ijzererts en mangaanerts). Duitsland zou synthetische materialen, schepen, geschuttorens, machinale gereedschappen en steenkool aanleveren. De Sovjet-Unie gaf ook toestemming om goederen te transporteren vanuit Roemenië, Iran, Afghanistan en andere Aziatische landen over de spoorwegen in de Sovjet-Unie of de door hun veroverde gebieden. Er was ook een geheim protocol waarbij de Sovjet-Unie aangaf dat zij grondstoffen en producten zouden kopen met Duits geld in andere landen in naam van Sovjet-bedrijven, waarbij deze goederen in werkelijkheid bedoeld waren voor Duitsland. Hierdoor kon nazi-Duitsland via de Sovjet-Unie de blokkades van de geallieerden omzeilen.
De Sovjet-Unie ontving oorlogsmaterieel, machines, werktuigen, locomotieven, generatoren, dieselmotoren en schepen van Duitsland. En Duitsland leverde technologie door het verzenden van kleine aantallen Duitse artillerie, explosieven en chemisch oorlogsmateriaal. Voorbeelden hiervan zijn de incomplete Kruiser Lützow, het ontwerp van Kruiser Bismarck, drie geschuttorens om havens te beschermen, werktekeningen van een bepaald type geschuttoren en een klein aantal militaire vliegtuigen zoals Bf 109, Bf 110, en Ju 88.

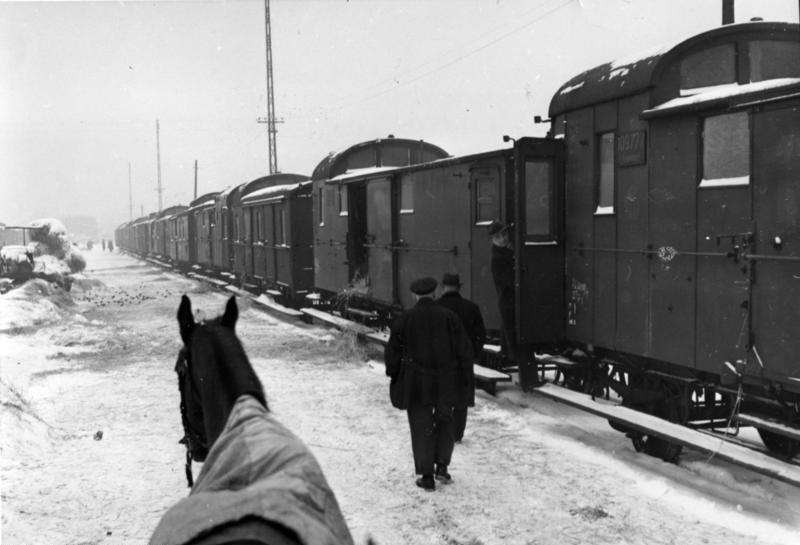
Trein met aardappelen bereikt Berlijn (januari 1940)

De verdragen met de Sovjet-Unie zorgden ook voor een groot militaire voordeel voor Duitsland, want het hoefde daardoor minder divisies te reserveren voor hun oostzijde. Omdat er minder troepen aan de oostzijde gestationeerd hoefden te worden, konden er meer troepen geconcentreerd worden bij de invasies van Noorwegen, Denemarken, Nederland, België, Luxemburg en Frankrijk. De Sovjet-Unie gaf aan Duitsland ook het recht om de Sovjet-marinebasis Basis Nord te gebruiken voor onderzeeboten.
In de zomer van 1940 was Duitsland sterk afhankelijk van Sovjet-importen. Door de veroveringen van Frankrijk, Nederland en België kwamen veel brandstof- en ijzervoorraden in de handen van Duitsland. Echter tegelijkertijd zorgden de veroverde landen voor extra economische behoeften, terwijl het aantal exportlanden daalde door het afsnijden van Frankrijk, Nederland en België van hun koloniën, gecombineerd met de zeeblokkade door het Verenigd Koninkrijk en de Verenigde Staten van Amerika.

## Samenwerking in 1941

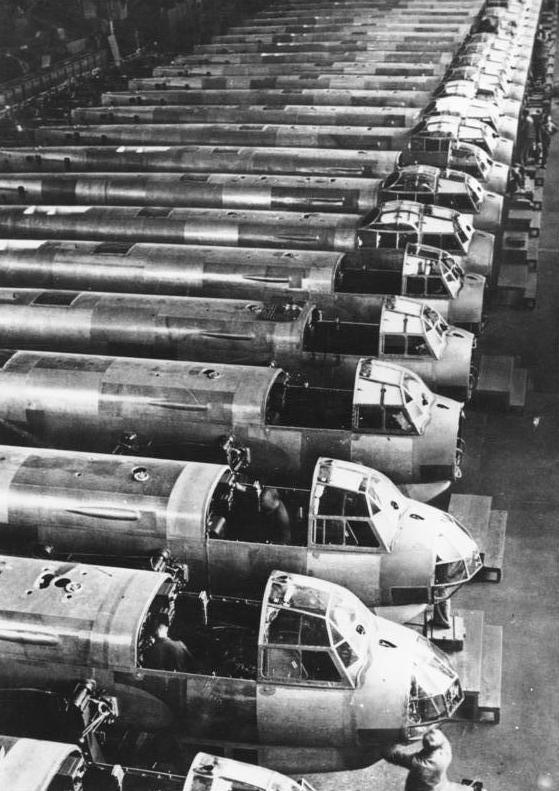
Assemblagelijn van de Junkers Ju-88

De Sovjet-Unie werd een belangrijke leverancier van essentiële grondstoffen voor Duitsland, inclusief aardolie, mangaan, koper, nikkel, chroom, platina, hout en graan. Er was nog nooit een zo grote handel tussen Duitsland en de Sovjet-Unie als in de 18 maanden van januari 1940 tot juni 1941. Duitsland was voor chroom, mangaan en platina compleet afhankelijk van importen, waarvan 70% uit de Sovjet-Unie kwam. De gehele import van rogge, gerst en haver kwam uit de Sovjet-Unie, waarbij dit gelijk was aan 20% van de eigen oogst in Duitsland. De export van machines door Duitsland naar de Sovjet-Unie bedroeg 46% van alle door Duitsland geëxporteerde machines.
Op 10 januari 1941 werd de Duits-Sovjet Grens- en Handelsovereenkomst ondertekend. Naast afspraken over grenscorrecties, handelsrechten, migratie en onteigeningscompensatie voor etnische Duitsers werd ook de handel vergroot tussen de twee landen.
De Sovjets maakten het voor Duitsland mogelijk dat er transport kon plaatsvinden van en naar Roemenië, Iran en Afghanistan en andere oostelijke landen via hun grondgebied en veroverd gebied. Ook konden producten gekocht door de Sovjet-Unie namens Duitsland via de Sovjet-havens aan de Zwarte Zee, de Stille Oceaan en de Barentszzee aankomen. Naar schatting vervoerde de Sovjet-Unie voor ongeveer 800 miljoen Reichsmark aan goederen uit derde landen richting Duitsland. In onderstaande tabel staan de hoeveelheden goederen die via de Trans-Siberische spoorlijn plus uit Afghanistan en Iran via de Sovjet-Unie als doorvoerland in Duitsland terechtgekomen zijn.
| Rubber                                                              | -   | 4,5  | 14,3  |
| Koper                                                               | -   | 2,0  | 2,8   |
| Sojabonen                                                           | -   | 58,5 | 109,4 |
| Walvisolie & Visolie                                                | -   | 56,7 | 46,2  |
| Noten                                                               | -   | 9,3  | 12,1  |
| Voedsel in blik                                                     | -   | 5,0  | 3,8   |
| Textiel                                                             | 0,0 | 19,0 | 17,0  |
| Peulvruchten                                                        | 0,0 | 7,0  | 2,0   |
| Gedroogd fruit                                                      | 8,0 | 42,0 | 8,0   |
| *duizend metrieke ton. Een streepje geeft missende gegevens aan.[3] |     |      |       |
Duitsland vertraagde de leveringen omdat Hitler van plan was om de Sovjet-Unie binnen te vallen. De Duitse onderhandelaars over de uitvoeringsdetails van de grote overeenkomsten wilden zoveel mogelijk de levering van Duitse goederen verschuiven naar de zomer van 1941. Duitsland probeerde de levering van de kruiser Lützow en van het ontwerp van de kruiser Bismarck te vertragen. Uiteindelijk werd de incomplete Lützow naar Leningrad verscheept. In het vroege stadium werden wel enkele drijvende kranen, vijf vliegtuigen, elektronische goederen, geschuttorens, scheepsbouwwerktuigen en twee onderzeeboot-periscopen geleverd. Op 22 juni 1941 begon de Duitse invasie van de Sovjet-Unie genaamd Operatie Barbarossa. Duitsland had door de invasie voorkomen dat er voor 750 miljoen Reichsmark aan Duitse goederen werden gezonden aan de Sovjet-Unie. Tegelijkertijd ontving Duitsland door de invasie niet de overgebleven afgesproken 520 miljoen Reichsmark aan leveringen vanuit de Sovjet-Unie.

## Het belang van de handel voor de Duitse invasie

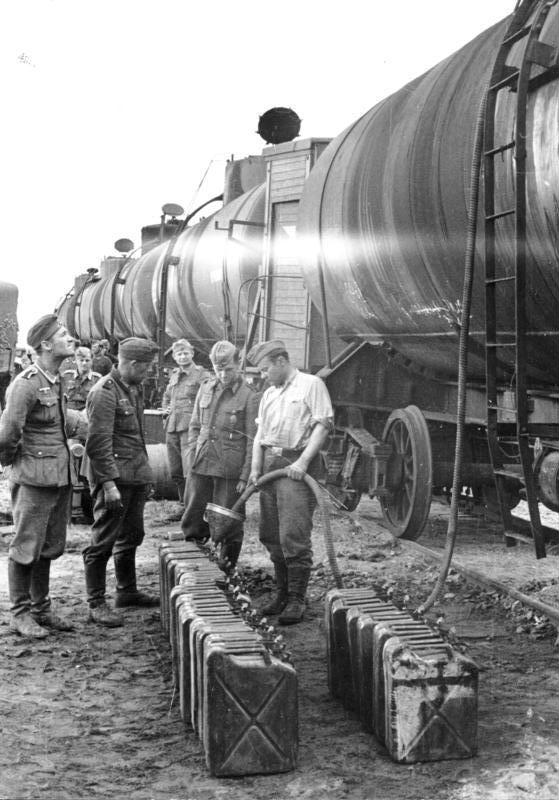
Duitse troepen tanken met behulp van een treintank van auto’s tijdens Operatie Barbarossa.

Het nut van de ontvangen Duitse wapens en technologie voor de Sovjet-Unie is lastig in te schatten. Maar dit was van minder belang dan de Sovjet-import van grondstoffen voor Duitsland. Het schip Lützow is nooit afgebouwd en zonk op 17 september door Duitse bombardementen. Wel had de Sovjet-Unie veel profijt van de Duitse steenkool. De totale Duitse import naar de Sovjet-Unie van ongeveer 500 miljoen Reichsmark was in vergelijking met latere Amerikaanse Lend-Lease Act zeer klein. Alleen al in het jaar 1942 was de Amerikaanse steun 1,36 miljard dollars aan goederen, dat is meer dan 500 miljard Reichsmark. De gehele Amerikaanse steun van 1944 aan de Sovjet-Unie was ongeveer 1.000 miljard Reichsmark waard.
De kwartiermeester-generaal van de Duitse krijgsmacht Eduard Wagner gaf aan dat de economische samenwerking met de Sovjet-Unie de redding was voor de Duitse oorlogsvoering en daarmee Duitsland. De Sovjet-Unie werd de belangrijkste bron van import op het gebied van veevoer. In 1940 was de Sovjet-Unie ook de leverancier van 74% van de fosfaat-behoefte, 67% van de asbestimport, 65% chroomerts-voorraden, 55% van mangaan-voorraden, 40% van de nikkelimport en 34% van de olie-import. De import uit de Sovjet-Unie richting Duitsland voor het begin van Operatie Barbarossa is weergegeven in onderstaande tabel.
| Aardolie                    | 5,1   | 617,0 | 254,2 |
| Graan                       | 0,2   | 820,8 | 547,1 |
| Mangaanerts                 | 6,2   | 64,8  | 75,2  |
| Fosfaten                    | 32,3  | 131,5 | 56,3  |
| Technische olie en vetten   | 4,4   | 11,0  | 8,9   |
| Chroom                      | 0,0   | 26,3  | 0,0   |
| Koper                       | 0,0   | 7,1   | 7,2   |
| Nikkel                      | 0,0   | 1,5   | 0,7   |
| Peulvruchten                | 10,9  | 47,2  | 34,8  |
| Tin                         | 0,0   | 0,8   | 0,0   |
| Platina                     | 0,0   | 1,5   | 1,3   |
| Chemicaliën (Eindproduct)   | 0,9   | 2,9   | 0,2   |
| Chemicaliën (Halffabricaat) | 0,9   | 2,6   | 1,0   |
| Textiel (onverwerkt)        | 9,0   | 99,1  | 41,1  |
| Hout                        | 171,9 | 846,7 | 393,7 |
| Lijnkoek                    | 0,0   | 29,0  | 8,6   |
| *duizend metrieke ton       |       |       |       |
In onderstaande tabel is een overzicht weergegeven van de invloed van de Sovjet-import voor de Duitse voorraden bij de vier belangrijkste producten.
| Aardolie en aardolieproducten                                               | 912    | 1350 | 438    | 905  | -7     |
| Rubber                                                                      | 18,8   | 13,8 | -4,9   | 12,1 | -6,7   |
| Mangaan                                                                     | 189,5  | 205  | 15,5   | 170  | -19,5  |
| Graan                                                                       | 1637,1 | 1381 | -256,1 | 761  | -876,1 |
| *Duitse voorraden in duizenden metrieke tonnen met en zonder Sovjet-import. |        |      |        |      |        |
De geïmporteerde grondstoffen uit de Sovjet-Unie waren essentieel voor de Wehrmacht tijdens de invasie. Zonder de import uit de Sovjet-Unie zouden de Duitse voorraden van belangrijke producten rond oktober 1941 op zijn. Aan het eind van de zomer van 1941 zouden de voorraden van aardolie, mangaan en graan op zijn geraakt. De rubbervoorraden zouden al rond het begin van de inval uitgeput zijn geraakt. Zonder de levering van grondstoffen uit de Sovjet-Unie had Duitsland te weinig middelen om de Sovjet-Unie effectief aan te vallen.